# Parque nacional de Dachigam
El parque nacional de Dachigam es un parque nacional de la India, en el estado de Jammu y Cachemira. Es el único hábitat conocido del "ciervo de Cachemira" (Cervus canadensis hanglu) o hangul, una subespecie del uapití.
Se encuentra a 22 kilómetros de Srinagar. Se extiende por una superficie de 141 km². El nombre del parque literalmente significa "diez pueblos" que podría ser en memoria de diez pueblos que fueron reubicados para formarlo.
El parque ha sido una zona protegida desde 1910, primero a cargo del marajá de Jammu y Cachemira y más tardo bajo la observación de las preocupadas autoridades gubernamentales. Inicialmente se creó para asegurar agua dulce potable limpia para la ciudad de Srinagar. Fue finalmente elevado ala categoría de parque nacional en el año 1981.

## Flora
Las laderas de las montañas, por debajo de la línea de árboles, está densamente cubierta de bosques. La mayor parte de este bosque caducifolio está formado por especies de hoja ancha. Entremezclados con estos, hay pradera alpina, prados, cascadas y vegetación de matorral con profundos barrancos, llamados localmente "nars", que recorren la cara de la montaña. La mayor parte de las zonas de herbáceas y de prados, excepto en los duros inviernos, están cubiertas por flores de colores brillantes. Ubicado en su interior se encuentra el lago Marsar del que fluye el río Dagwan. Este río baja a las regiones inferiores donde corre junto a la única carretera propiamente dicha del parque y también es famoso por su población de peces, la trucha.

## Fauna
La especie animal por la que Dachigam es famosa es el "hangul" o "ciervo de Cachemira" (Cervus canadensis hanglu). Otras especies del parque son: